# Канафоцький Роман Андрійович
Роман Андрійович Канафоцький (нар. 4 лютого 1938, Городок, Польська Республіка — пом. 9 квітня 2021, Дніпро, Україна) — радянський футболіст, захисник. Адміністратор  СК «Дніпро-1».

## Життєпис
Народився в місті Городок Львівської області. Вихованець місцевої ДСШ, перший тренер — С. Нирко. Футбольну кар'єру розпочав 1958 року в складі «Авангарду» (Городок), який виступав у чемпіонаті Львівської області. По ходу сезону 1959 року прийняв запрошення тернопільського «Авангарду» з Класу «Б», в якому виступав до кінця року. У 1960 році перейшов до «Нафтовика» (Дрогобич). У команді відіграв три сезони (69 матчів, 1 гол).
У 1963 році перейшов у «Дніпро». Дебютував у футболці дніпропетровського клубу 21 квітня 1963 року. У футболці «Дніпра» в Класі «Б» зіграв 139 матчів (2 голи), ще 6 матчів провів у кубку СРСР. У 1969 році перебрався в «Кривбас». У команді провів один сезон, зіграв 28 матчів. Футбольну кар'єру завершив 1970 року виступами за нікопольський «Трубник».
По завершенні кар'єри гравця в 1970 року перейшов на посаду адміністратора «Дніпра», на якій, з перервами , пропрацював до липня 2017 року. 6 липня 2017 року зайняв аналогічну посаду в СК «Дніпро-1».